# Bělá (district de Havlíčkův Brod)
Pour les articles homonymes, voir Bělá.
Bělá (en allemand : Biela) est une commune du district de Havlíčkův Brod, dans la région de Vysočina, en République tchèque. Sa population s'élevait à 218 habitants en 2020.

## Géographie
Bělá se trouve à 7 km au nord-nord-ouest de Ledeč nad Sázavou, à 30 km au nord-ouest de Havlíčkův Brod, à 47 km au nord-nord-ouest de Jihlava à 68 km au sud-est de Prague.
La commune est limitée par Bohdaneč au nord, par Třebětín et Ledeč nad Sázavou à l'est, par Jedlá au sud et par Vlastějovice et Pertoltice à l'ouest.

## Histoire
La première mention écrite de la localité date de 1257.